# Fedele da San Germano
Fedele da San Germano (San Germano Vercellese, 1569 – Roma, 10 maggio 1622) è stato un predicatore italiano dell'Ordine dei frati minori cappuccini.

## Biografia
Nacque a San Germano Vercellese nella nobile famiglia Barozzi. Entrò nell'Ordine dei frati minori cappuccini nella provincia di Lombardia e passò più tardi nella provincia ligure, che abbracciava anche il Piemonte.
Fu definito «predicatore celeberrimo di Gesù e Maria».
Fu zelatore dell'esercizio delle Quarantore, che propagava con le sue prediche e metteva in pratica a Roma nella basilica di San Lorenzo in Damaso.
Fu anche predicatore mariano. Sull'orma del padre Paolucci, cappuccino della provincia di Toscana, che aveva dato inizio alla pratica dell'incoronazione delle immagini mariane, promosse le incoronazioni del Duomo di Como, del Duomo di Vicenza, della basilica di Santa Maria delle Vigne a Genova.
Da papa Paolo V fu nominato teologo e predicatore apostolico, papa Gregorio XV, a cui aveva predetto l'elezione al Soglio pontificio, volle nominarlo cardinale, ma padre Fedele rifiutò quest'onore.
Nel 1620 per la solenne incoronazione della Madonna d'Oropa del 30 agosto il vescovo Giacomo Goria ricercava un predicatore e scelse per fama il padre Fedele da San Germano. Con la mediazione del cardinale Maurizio di Savoia riuscì a ottenere il suo trasferimento al convento di San Gottardo a Biella Piazzo. Il padre Fedele girò tutti i paesi vicini per raccogliere le offerte onde poter fabbricare le corone; contro le aspettative, perché la zona era stata impoverita dalla guerra, si riuscirono a ottenere copiosissime elemosine. L'eloquenza del padre Fedele fece sì che oltre al denaro, molti fedeli donino oro e gioielli, compresi gli anelli nuziali, alcuni persino dei sacchi di grano e una povera donna volle a tutti i costi donare il suo letto, nonostante le proteste del predicatore, accontentandosi di dormire sulla nuda paglia. Il giorno dell'incoronazione, dopo la solenne Messa pontificale celebrata dal vescovo, predicò il padre Fedele sul tema Beati oculi, qui vident, quae vos videtis e la predica, pronunciata con ardore ed energia, suscitò un grande effetto sulla folla di 50 000 pellegrini, che rispose chi piangendo, chi levando grida di affetto o di compunzione., Nel corso della giornata, il tempo si guastò e incominciò a piovere, alcuni fedeli pensarono di andarsene, ma il padre Fedele seppe trattenerli, dipingendo l'idea di abbandonare il santuario come una tentazione diabolica; la giornata poi terminò senza grandi piogge e soprattutto senza i disordini che avrebbe potuto provocare una fuga di massa. Padre Fedele fu anche l'iniziatore del Sacro Monte di Oropa, perché l'anno dopo l'incoronazione propose la costruzione della Cappella dell'Incoronazione.
Morì a Roma, mentre tornava da Napoli per una predica, il 22 maggio 1622.